# Pegasoferae
Pegasoferae är en än så länge omstridd kohort däggdjur, som ska omfatta överordningen Ferae (rovdjur och myrkottar) tillsammans med bland annat fladdermöss och uddatåiga hovdjur.
Förledet i namnet kommer från Pegasos, den bevingade hästen, som representerar fladdermössen och hästdjuren.